# جمهورية البرتغال الثالثة
جمهورية البرتغال الثالثة هي الفترة في تاريخ البرتغال التابعة لنظام الحكم الديمقراطي الحالي الذي أقيم بعد ثورة القرنفل في 25 إبريل 1974، والذي وضع نهاية لنظام إستادو نوفو الاستبدادي الأبوي لأنطونيو سالازار ومارسيلو كايتانو. ووصفت في البداية بعدم الاستقرار المستمر وكانت مُهددة باحتمال حدوث حرب أهلية خلال السنين الأولى بعد الحرب. ثم صيغت مسودة دستور جديد، وأُغلقت معاهد إستادو نوفو. ومَنح البلد الاستقلال في النهاية إلى مستعمراته الأفريقية وبدأ عملية التحول للنظام الديمقراطي التي أدت لانضمام البرتغال إلى السوق الأوروبية المشتركة (الاتحاد الأوروبي حاليًا) عام 1986.

## خلفية
شهد عام 1926 في البرتغال نهاية الجمهورية الأولى في انقلاب عسكري أسس السلطة الحكومية المسمّاة إستادو نوفو، التي قادها أنطونيو سالازار حتى عام 1968، عندما أُجبر على التنحي بسبب مشاكل صحية. تبع سالازار مارسيلو كايتانو. وواجهت الحكومة مشاكل داخلية وخارجية عديدة، منها حروب البرتغال الاستعمارية.
أجبرت ثورة سلمية في أغلبها بتاريخ 22 أبريل عام 1974 قام بها عسكريون شباب مارسيلو كايتانو على التنحي. ودعمت أغلبية الشعب في البلد هذه الانتفاضة بعد هذا بوقت قصير. سُميت بثورة القرنفل بسبب استخدام القرنفل على بنادق الجنود كرمز للسلام. وكانت هذه الثورة هي بداية جمهورية البرتغال الثالثة. وشهدت الأيام التي تلت الثورة احتفالًا واسع الانتشار لنهاية الدكتاتورية التي استمرت 48 عامًا من ثم عاد السياسيون المنفيون للبلاد مثل ألفارو كونيال وماريو سواريز للاحتفال بيوم مايو، والذي أصبح رمزًا لحرية البلد المُسترجعة.

## بعد الثورة
بعد سقوط إستادو نوفو، بدأت الخلافات بالظهور حول الاتجاه الذي على البلد سلوكه، بما فيها خلافات بين الجيش. لقد كانت الثورة نتيجة عمل مجموعة من الضبّاط الشبّان بشكل رئيسي متّحدين تحت حركة القوات المسلحة. وكانت هناك عدة وجهات نظر سياسية داخل تلك المجموعة، بما فيها التي أعلن عنها أوتيلو سراييفا دي كارفالو والتي اعتبرت أنها على الجناح الراديكالي للحركة بينما اعتُبرت التي قدمها إيرنيستو ميلو أنتونيس أكثر اعتدالًا.
وللتأكد من نجاح الثورة بالإضافة إلى ذلك، بحثت حركة القوات المسلحة عن مساندين في الأقسام المحافظة من الجيش والتي لم تتأثر في زمن حكومة كايتانو، وكان من ضمنهم الرئيس السابق للقوات المسلحة، الجنرال فرانسيسكو دا كوستا غوميز وأنطونيو دي سبينولا. اللذين كانا قد طُردا من الأركان العامة للقوات المسلحة البرتغالية لانتقادهما الحكومة.
أٌعلن بشكل واسع عن وجهات النظر السياسية المختلفة بواسطة ثلاث مجموعات غير رسمية، والتي تضمنت كلا الجيش والمدنيين. ومع ذلك، كانت هناك اختلافات كبيرة حتى ضمن هذه المجموعات التي كانت تتشارك بنفس وجهات النظر السياسية.
هذه المجموعات هي:
- المحافظون: في الجيش، يمثلهم كوستا غوميز وسبينولا وفي حركة القوات المسلحة التي يمثلها ميلو أنتونيس. كان ممثلوها المدنيون سياسيين من الذين كانوا جزءًا من الجناح الليبرالي للتجمع الوطني الذي دعا للانتقال إلى الديمقراطية، ومن بينهم رؤساء الوزراء المستقبليون فرانسيسكو دي سا كارنيرو وفرانسيسكو بينتو بالزيمو.
- الاشتراكيون: الذين كانوا يفضلون إنشاء دولة اشتراكية ديمقراطية كأوروبا الغربية وكانوا يُمَثَلون بشكل رئيسي من قبل الحزب الاشتراكي وقائده ماريو سواريز.
- الشيوعيون: كانوا يفضلون إنشاء دولة شيوعية بنظام اقتصادي مشابه لدول معاهدة وارسو. كان الممثل الرئيسي لهذه المجموعة في الجيش وحركة القوات المسلحة هو أوتيلو سراييفا دي كارفالو، بينما كان الحزب السياسي الرئيسي ضمن هذه المجموعة هو الحزب البرتغالي الشيوعي، بقيادة ألفارو كونيال.

## الألفينات
استقال رئيس الوزراء أنطونيو غوتيريش عام 2001 والذي كان يشغل المنصب منذ عام 1995 بعد الانتخابات المحلية، وبعد انتخابات تشريعية في السنة التي تلتها، وعُيِّن خوسيه مانويل باروسو في منصب رئيس الوزراء الجديد.

### اليورو
تبنّت البرتغال اليورو ليكون عملتها الجديدة بدل الإسكودو في 1 يناير، 2002.
أُجريت بطولة أمم أوروبا لعام 2004 في البرتغال. وفازت اليونان في المباراة النهائية على البرتغال. بُنيت وجُددت عدة ملاعب لهذا الحدث. ومَنح هذا الحدث البرتغال فرصة لإظهار قدراتها على الاستضافة لبقية دول العالم.

### الانتخابات الرئاسية لعام 2006
أُجريت الانتخابات الرئيسية البرتغالية بتاريخ 22 يناير عام 2006 لانتخاب خلف للرئيس الحالي آنذاك جورجي سامبايو، والذي يُمنع من الترشح لولاية أخرى بحسب الدستور البرتغالي. وكانت النتيجة هي فوز من الجولة الأولى لآنيبال كافاكو سليفا من الحزب الاشتراكي الديمقراطي، ورئيس الوزراء السابق الذي فاز بنسبة 50.59 من الأصوات في الجولة الأولى، وهو ما يتعدى الأغلبية المطلوبة بقليل ويجنّبه الاستبعاد من الانتخابات. وكان معدل المشاركة بالانتخابات هو 62.60 بالمئة من مجموع الذين يحق لهم التصويت.

### الصعوبات الاقتصادية
تأثرت البرتغال بشكل كبير منذ عامي 2007- 2008 وما بعدهما بأزمة الديون الأوروبية. وأصبحت تركة الاقتراض الكبير من السنوات الأولى دينًا لا يمكن لاقتصاد البرتغال تحمُّله، ما جعل البلد على حافة الإفلاس بحلول عام 2011. وتسبب هذا باتخاذ إجراءات عاجلة لمعالجة المشاكل الهيكلية في الاقتصاد، مثل رفع الضرائب وتقليل صرف القطّاع العام. وسبّب زيادةً في البطالة وأدّى إلى زيادة في الهجرة.